# Bernard Bajolet
Bernard Bajolet, né le 21 mai 1949 à Dombasle-sur-Meurthe (Meurthe-et-Moselle), est un diplomate français, spécialiste du renseignement, expert du monde arabo-musulman et ancien directeur général de la direction générale de la Sécurité extérieure (DGSE).

## Formation
Bernard Bajolet a suivi ses études secondaires au lycée Henri-Poincaré de Nancy. Il est un ancien élève de Sciences Po Paris de 1968 à 1971, puis effectue son service militaire essentiellement en Allemagne (11e régiment du génie à Rastatt). Admis à l'École nationale d'administration (ENA), il en sort en 1975 (promotion Léon Blum) avec Martine Aubry, Pascal Lamy et Alain Minc.

## Carrière diplomatique

### Apprentissage des fonctions diplomatiques
Bernard Bajolet a effectué la plus grande partie de sa carrière au sein du ministère des Affaires étrangères. 
Il a d'abord occupé le poste de premier secrétaire à l'ambassade de France en Algérie de 1975 à 1978. C'est à cette occasion qu'il rencontre François Hollande qui faisait un stage à l'ambassade de huit mois en 1978.
En 1978, il est nommé à l'administration centrale du Quai d'Orsay à Paris auprès du porte-parole Louis Delamare, ambassadeur de France assassiné au Liban en 1981. Bernard Bajolet est chargé des dossiers européens. Puis le secrétaire d’État aux affaires européennes, Pierre Bernard-Reymond, l’appelle à son cabinet pour assurer durant quelques mois les contacts avec le Parlement européen, nouvellement élu au suffrage universel. Il est nommé premier secrétaire à l'ambassade de France au Luxembourg en 1979. 
Nommé deuxième conseiller à l'ambassade de Rome en 1981, auprès de l'ambassadeur Gilles Martinet, il suit particulièrement les questions militaires. En 1985-1986, il prend une année sabbatique à l’université Harvard de Cambridge (Massachusetts) à l’issue de laquelle il rédige un rapport sur « les États-Unis et la défense de l’Europe ».

### Expert du monde arabo-musulman
En 1986, il est nommé premier conseiller à Damas, auprès de l’ambassadeur Alain Grenier. Il perfectionne sa connaissance de l'arabe.
En 1991, il occupe le poste de directeur adjoint de la direction Afrique du Nord et Moyen-Orient (ANMO) au Quai d’Orsay.
Familier du monde arabe et réputé habitué aux missions difficiles, il exerce ensuite comme ambassadeur de France en Jordanie (1994-1998), en Bosnie-Herzégovine (1999-2003), en Irak (2004-2006), puis en Algérie (2006-2008).
Il occupe enfin les fonctions d'ambassadeur de France en Afghanistan de février 2011 à avril 2013, poste dans lequel il a contribué à la libération, annoncée le 8 avril 2013, de Charles Ballard. Il est élevé à la dignité d'ambassadeur de France le 3 mai 2013.

## Services de renseignement
Il est nommé le 23 juillet 2008 au poste nouvellement créé de coordonnateur national du renseignement auprès du président de la République, Nicolas Sarkozy. Il reste en fonction jusqu'en février 2011.
Le 10 avril 2013, il est nommé directeur général de la DGSE en conseil des ministres par le président de la République François Hollande.
En mai 2016, atteint par la limite d'âge, il est maintenu en poste un an de plus grâce à un amendement sur mesure. Il quitte la DGSE le 20 mai 2017. L'intérim est assuré par le général de corps d'armée Jean-Pierre Palasset.
Le journaliste René Backmann le considère comme le « seul arabisant et familier du terrain » de l’Afrique ou du Moyen-Orient parmi les participants « aux conseils de défense où sont prises les décisions politico-militaires les plus importantes » durant le mandat du président Hollande.
Concernant la guerre civile syrienne, Bernard Bajolet estime dans une interview au Monde en novembre 2018 que la « France ne pouvait pas prendre une position différente de celle qu’elle a eue, plus neutre et plus en retrait. La marge de manœuvre était très étroite ». Il s'interroge cependant sur « l’intérêt profond de la France dans le dossier syrien au-delà de la lutte contre le terrorisme ». Selon lui le revirement américain après le massacre de la Ghouta a été un tournant du conflit qui a laissé le champ libre à la Russie et a redonné l'avantage au camp loyaliste. Le régime de Bachar el-Assad, en position de force et refusant tout compromis, est selon lui « irréformable ». Il estime également que « la France paraît marginalisée, mais elle a dit la justice et le droit. Quand on le fait, on a toujours raison à terme, même si on passe par une phase où l’on paraît à l’écart des événements ».
Il a conseillé le réalisateur Éric Rochant sur sa série Le Bureau des légendes.

## Affaire judiciaire
Le 18 octobre 2022, Bernard Bajolet est mis en examen pour « complicité de tentative d'extorsion » et « atteinte arbitraire à la liberté individuelle par personne dépositaire de l'autorité publique », envers Alain Duménil, un homme d'affaires franco-suisse qui accuse le service de renseignements d'avoir fait usage de la contrainte pour lui réclamer 15 millions d'euros en 2016. Cette intervention concernait un fonds secret de la DGSE datant de l'après-Première Guerre mondiale, confié au propriétaire de plusieurs marques de luxe françaises au début des années 2000 pour les faire prosprer. La disparition des fonds fait l'objet d'interprétations divergentes : Duménil expliquant cette perte par des aléas financiers ordinaires, tandis que la DGSE allègue des malversations sans que ces accusations n'aient été jamais établies judiciairement.

## Distinctions

### Décorations
- Officier de l'ordre national du Mérite, 29 août 2005
- Commandeur de la Légion d'honneur, 14 juillet 2011[15]
- Grand officier de la Légion d'honneur, 14 avril 2017[16]

### Récompense
- Prix de l'essai géopolitique 2019 de l'ILERI pour son ouvrage, Le soleil ne se lève plus à l'est[17]

## Publication
- Le soleil ne se lève plus à l'est - Mémoires d'Orient d'un ambassadeur peu diplomate, Plon, 2018.  (ISBN 978-2-259-26341-2)